# Рагин, Чарлз
Чарлз Рагин — американский социолог, профессор факультета социологии и факультета политологии Аризонского университета (с августа 2001 года по настоящее время). Разработал пакеты программ для теоретико-множественного анализа социальных данных, качественно-сравнительного анализа (QCA) и Fuzzy-Set/Qualitative (метод нечётких множеств) сравнительного анализа (fsQCA).

## Биография

### Ранние годы
О школьном образовании ничего не известно. Высшее образование B.A. Чарлз получил в Техасском университете в Остине, который закончил в мае 1972 года с отличием.
С сентября 1972 по август 1975 года обучался для получения Ph.D. в области социологии в Университете Северной Каролины, со следующими зонами специализации: социальное изменение, политическая социология, макросоциология и методология.

### Карьера
Научную карьеру начал сразу после получения степени Ph.D. С августа 1975 по август 1981 занимал должность ассистента профессора социологии университета Индианы в Блумингтоне. После перевелся в Северо-Западный университет, где с сентября 1981 по август 1985 так же был ассистентом профессора факультета социологии.
Важный поворот в карьере ученого произошёл в сентябре 1985 года. Ч. Рагина назначили профессором факультета социологии и ассистентом профессора факультета политических исследований в северо-западном университет Эванстона, Иллинойс. На этом месте он преподавал вплоть до августа 1988.
В 1987 году стал сотрудником Центра передовых исследований в области поведенческих наук, Стэнфорд, Калифорния.
Повышение в области политологии произошло позже - в сентябре 1988 года. Ему дали звание научного сотрудника факультета политологии (совместное назначение — профессор политологии), северо-западного университета, Эванстон, Иллинойс.
Одновременно (с января 1998 по декабрь 2002) работал профессором факультета социологии и географии человека, университет Осло, Норвегии.
С 2000 и до 2002 года он занимал должность научного сотрудника Центра передовых исследований в области поведенческих наук в Стэнфорде, Калифорнии.
Профессором факультета социологии, а также профессором факультета политологии Аризонского университета Ч. Рагин стал в августе 2001 года. Там преподаёт и поныне.
Сейчас является научным сотрудником следующих научных центров:
2003 год — Научный сотрудник, Удалл центра по изучению государственной политики, Аризонский университет, Тусон.
2007 год — Научный сотрудник колледжа социальных и поведенческих наук, исследовательский институт, Аризонский университет, Тусон.
2008 год — Научный сотрудник Круга Маггелана колледжа социальных и поведенческих наук Аризонского университета, Тусон.

## Научные исследования
Чарлис Рагин внес большой вклад в социологию. Он разработал пакеты программ для теоретико-множественного анализа социальных данных, качественно-сравнительного анализа (QCA) и Fuzzy-Set/Qualitative (метод нечётких множеств) сравнительного анализа (fsQCA). Область научных интересов: методология, политическая социология, и сравнительно-исторические исследования, с особым упором на такие темы, как социальное государство, этническая мобилизация политической и международной политической экономии International political economy. Он также является автором более 100 статей в исследовательских журналах и нескольких научных книг.

## Награды
1972 г. Общество Phi Beta Kappa; Phi Phi Kappa, окончил с отличием в Техасский Университет; звание: почётный студент социологии.
1972—1975 гг. Получение NIMH стипендии для студентов в университете Северной Каролины.
1989 г. Stein Rokkan Stein Rokkan Prize for Comparative Social Science Research премия, присуждаемая Международным советом по социальным наукам в
ЮНЕСКО по сравнительному методу: выход за рамки Качественных и количественных
методов (Университет Калифорния, 1987).Стенфорд,
2001 г. Дональд Кэмпбелл «Методологический Новатор» Премия политических исследований.
2002 г. Поощрительная премия, Баррингтон за введение метода нечетких множеств в социальные науки (Университет Чикаго Press, 2000 г. Сравнительно-историческая социология секции Американская социологическая ассоциация.

## Публикации
Ragin, Charles C. Fuzzy-Set Social Science. University Chicago Press 2000.
Ragin, Charles C. & Larry Griffin. Formal Methods of Qualitative Analysis. (Edited Collection). Special Issue of Sociological Methods and Research 23, 1. (1994).
Ragin, Charles C. Constructing Social Research: The Unity and Diversity of Method. Pine Forge Press 1994.
Ragin, Charles C. What Is a Case? Exploring the Foundations of Social Inquiry. Cambridge University Press 1992.
Ragin, Charles C. Issues and Alternatives in Comparative Social Research. Leiden, The Netherlands ; New York : E.J. Brill, 1991.
Ragin, Charles C. The Comparative Method: Moving Beyond Qualitative and Quantitative Strategies. Berkeley/Los Angeles/London: University of California Press 1987.